# Copa Crema 2011
La Copa Crema 2011 fue el evento que reemplazó a la «Noche Crema», el cual se celebró en el Estadio Monumental de Lima, Perú. Se jugó los días 2 y 4 de febrero.
El 2 de febrero, antes del partido entre Universitario y Arsenal, se realizó un homenaje a Mario Vargas Llosa.
La final bastante confusa. Universitario acabó por alzar la copa cuando inicialmente se decía que si el partido entre los cremas y América de Cali quedaba igualado, el título era de los cafeteros por tener una mejor diferencia de goles. Sin embargo, al minuto 84 el locutor del estadio anunció que si ambos equipos seguían empatados, definirían el campeonato por penales. Al sonar el pitazo final, con marcador de 1-1, los colombianos empezaron a festejar y saludar a sus fanáticos sintiéndose campeones, mientras que los cremas esperaron en el campo a que se inicie una ronda de disparos desde los doce pasos que se debía hacer frente a la Trinchera Norte y que acabó siendo frustrada. Los colombianos no querían hacer la definición por penales. Chemo del Solar fue a reclamarle al técnico del América de Cali su negativa a efectuar la definición y de regreso a los vestuarios lanzó esta frase a las cámaras de CMD: “Les permitimos hacer 10 variantes cuando inicialmente se habían acordado seis y ahora no quieren ir a penales”. Los caleños siguieron rehusándose mientras el DT les reclamaba: “¿En qué quedamos?”, les decía. Al final, ante la negativa de los colombianos, Miguel Torres Quintana que había quedado como capitán de Universitario. recibió el trofeo.

## Organización

### Sede
| Ciudad | Estadio            | Capacidad |
| ------ | ------------------ | --------- |
| Lima   | Estadio Monumental | 80.093    |

## Participantes
| País      | Equipo           |
| --------- | ---------------- |
| Perú      | Universitario    |
| Perú      | Sporting Cristal |
| Argentina | Arsenal          |
| Colombia  | América de Cali  |

### Formato de juego
El torneo se jugó bajo el sistema de eliminación directa, en dos fechas, la primera fecha tiene el carácter clasificatorio de tal forma que los dos equipos ganadores se enfrentan en la final, resultando campeón aquel que gane, por otra parte los dos equipos que resultaron perdedores en la primera fecha definen el tercer y cuarto lugar.

## Resultados
- Los horarios corresponden a la hora de Perú (UTC-5)

### Semifinales
| Copa Crema 2011; 2 de febrero de 2011, 18:00 | Sporting Cristal | 0:2 (0:0) | América de Cali | Estadio Monumental, Lima                               |                                                        |
|                                              |                  | Reporte   | Zapata 72', 74' | Asistencia: 12.000 espectadores Árbitro(s): Ivan Chang | Asistencia: 12.000 espectadores Árbitro(s): Ivan Chang |

| Copa Crema 2011; 2 de febrero de 2011, 21:00 | Universitario | 1:0 (0:0) | Arsenal | Estadio Monumental, Lima                                   |                                                            |
|                                              | Álvarez 64'   | Reporte   |         | Asistencia: 54.000 espectadores Árbitro(s): Henri Gambetta | Asistencia: 54.000 espectadores Árbitro(s): Henri Gambetta |

### Tercer puesto
| Copa Crema 2011; 4 de febrero de 2011, 18:00 | Sporting Cristal | 1:0 (0:0) | Arsenal | Estadio Monumental, Lima                                      |                                                               |
|                                              | Lobatón 60'      | Reporte   |         | Asistencia: 20.000 espectadores Árbitro(s): Miguel Satinvañez | Asistencia: 20.000 espectadores Árbitro(s): Miguel Satinvañez |

### Final
| Copa Crema 2011; 4 de febrero de 2011, 20:00                               | Universitario | 1:1 (0:1) | América de Cali | Estadio Monumental, Lima                                 |                                                          |
|                                                                            | Ruidiaz 76'   | Reporte   | Artigas 35'     | Asistencia: 50.000 espectadores Árbitro(s): Manuel Garay | Asistencia: 50.000 espectadores Árbitro(s): Manuel Garay |
| Después del partido se enfrentaron los hinchas del América con la Policía. |               |           |                 |                                                          |                                                          |

## Tabla de posiciones
| Equipo           | Pts. | PJ | PG | PE | PP | GF | GC | Dif |
| ---------------- | ---- | -- | -- | -- | -- | -- | -- | --- |
| América de Cali  | 4    | 2  | 1  | 1  | 0  | 3  | 1  | +2  |
| Universitario    | 4    | 2  | 1  | 1  | 0  | 2  | 1  | +1  |
| Sporting Cristal | 3    | 2  | 1  | 0  | 1  | 1  | 2  | -1  |
| Arsenal          | 0    | 2  | 0  | 0  | 2  | 0  | 2  | -2  |

## Definición del campeón
Dados los resultados, se pensaba que América de Cali sería campeón al tener igual de puntos pero mejor diferencia de goles que Universitario, pero el equipo peruano solicitó que por la igualdad en puntos se debía definir por la ronda de los 12 pasos y que el gol diferencia no tendría nada que ver y que ambos se enfrentaban por ganar su primer partido para definir el campeón, mientras que el partido preliminar entre Sporting Cristal y Arsenal fue para definir el tercer puesto ya que ambos perdieron el primer partido.
Como América de Cali se rehusó a definir por la tanda de penaltis al campeón, se le adjudicó el trofeo a Universitario y se decretó campeón.
|               |
| Campeón       |
| Universitario |
| 1.er título   |

## Premios

### Goleadores
| Jugador          | Equipo           | Goles | PJ |
| ---------------- | ---------------- | ----- | -- |
| William Zapata   | América de Cali  | 2     | 2  |
| Cristián Álvarez | Universitario    | 1     | 2  |
| Raúl Ruidíaz     | Universitario    | 1     | 2  |
| Carlos Lobatón   | Sporting Cristal | 1     | 2  |
| Jorge Artigas    | América de Cali  | 1     | 2  |